# Candelo
Candelo (Candèj in piemontese, Canderium in latino) è un comune italiano di 7 217 abitanti della provincia di Biella in Piemonte.
Il centro storico è conosciuto soprattutto per la presenza dell'omonimo ricetto medioevale.
Il suo territorio boschivo denominato Baraggia fa parte della Riserva naturale orientata delle Baragge. 

## Storia
Nel corso della seconda guerra mondiale, Candelo fu uno dei comuni del Piemonte adibiti a località di internamento libero per ebrei stranieri. Vi soggiornarono a domicilio coatto due ebrei di origine tedesca giunti profughi in Italia. Con l'occupazione tedesca e la Repubblica Sociale Italiana, essi riuscirono a sfuggire alla cattura e alle deportazioni, fino alla Liberazione.

### Simboli
Lo stemma del comune di Candelo è stato riconosciuto con decreto del capo del governo dell'8 agosto 1931.
Si trova anche una descrizione di fine Ottocento: Partito: il 1º di rosso a due candele d'argento, una accanto all'altra; il 2º troncato: di sopra d'argento a due chiavi di nero, decussate e con l'ingegno all'insù ed all'infuori; di sotto d'azzurro al paese di Candelo al naturale.
Il gonfalone, concesso con regio decreto del 13 gennaio 1931, è un drappo di rosso.

## Monumenti e luoghi d'interesse

### Architetture civili
- Ricetto di Candelo, struttura medievale fortificata per l'accumulo di beni

- Palazzo Comunale, situato in Piazza Castello, a ridosso del Ricetto, del quale nel 1816 fu abbattuta una porzione per fare spazio al nuovo edificio. Fu progettato e realizzato dall'architetto Nicola Tarino.

### Architetture religiose
- Chiesa di Santa Maria Maggiore, situata in via Roma, è una chiesa risalente al XII secolo. Ha subito ripetute modifiche e ampliamenti fino al XVIII secolo. Preziose sono le rifiniture interne in legno; conserva opere d'arte del XVII secolo.
- Chiesa di San Lorenzo, è situata nella omonima via, e la sua originaria edificazione viene fatta risalire a un periodo antecedente l'anno 1000. È stata interamente ricostruita in stile barocco nella seconda metà del XVII secolo. Opere artistiche e preziose finiture in legno vi sono conservate all'interno.
- Chiesa di San Pietro, è situata nella omonima piazza. L'edificio fu ricostruito a partire dal 1679, dopo il crollo della precedente struttura. L'attuale facciata (1932) è opera dell'architetto Nicola Mosso. La nicchia sovrastante il portale centrale contiene il dipinto raffigurante La consegna delle chiavi a san Pietro (Deabate 1932). L'ampia sacrestia settecentesca, alla quale si accede attraverso la porta intagliata (secolo XVIII), conserva importanti arredi, dipinti e sculture lignee del XVII e XVIII secolo.
- Chiesetta di Santa Croce.
- Chiesetta di San Grato, sita nella frazione San Giacomo.

### Archeologia
- Sito di Ysangarda, situato nella Baraggia è una zona di interesse archeologico nella quale sorsero tra il XII e il XV secolo un villaggio e una serie di fortificazioni appartenute alla potente famiglia Vialardi.[7]

## Società

### Evoluzione demografica
Abitanti censiti

## Infrastrutture e trasporti
A Candelo esistono due stazioni ferroviarie:
- Candelo, sulla linea Santhià-Biella, situata non lontano dal paese. Questa stazione è attiva solo nei giorni festivi.
- Vigliano-Candelo, sulla linea Novara-Biella, situata oltre il torrente Cervo nel comune di Vigliano Biellese a 1,8 km dal centro di Candelo. Questa stazione, trasformata in fermata alla fine degli anni novanta, venne soppressa nel 2012.

Collegamento con Biella tramite la Linea bus 380 dell'Atap.

## Amministrazione
| Periodo | Periodo   | Primo cittadino           | Partito                        | Carica  | Note |
| ------- | --------- | ------------------------- | ------------------------------ | ------- | ---- |
| 2004    | 2009      | Mariella Biollino in Bava | lista civica                   | Sindaco |      |
| 2009    | 2014      | Giovanni Chilà            | lista civica Candelo nuova     | Sindaco |      |
| 2014    | 2019      | Mariella Biollino In Bava | lista civica Crescere insieme  | Sindaco |      |
| 2019    | in carica | Paolo Gelone              | lista civica Candelo nel cuore | Sindaco |      |

### Gemellaggi
- La Roche-sur-Foron[10]

## Galleria d'immagini

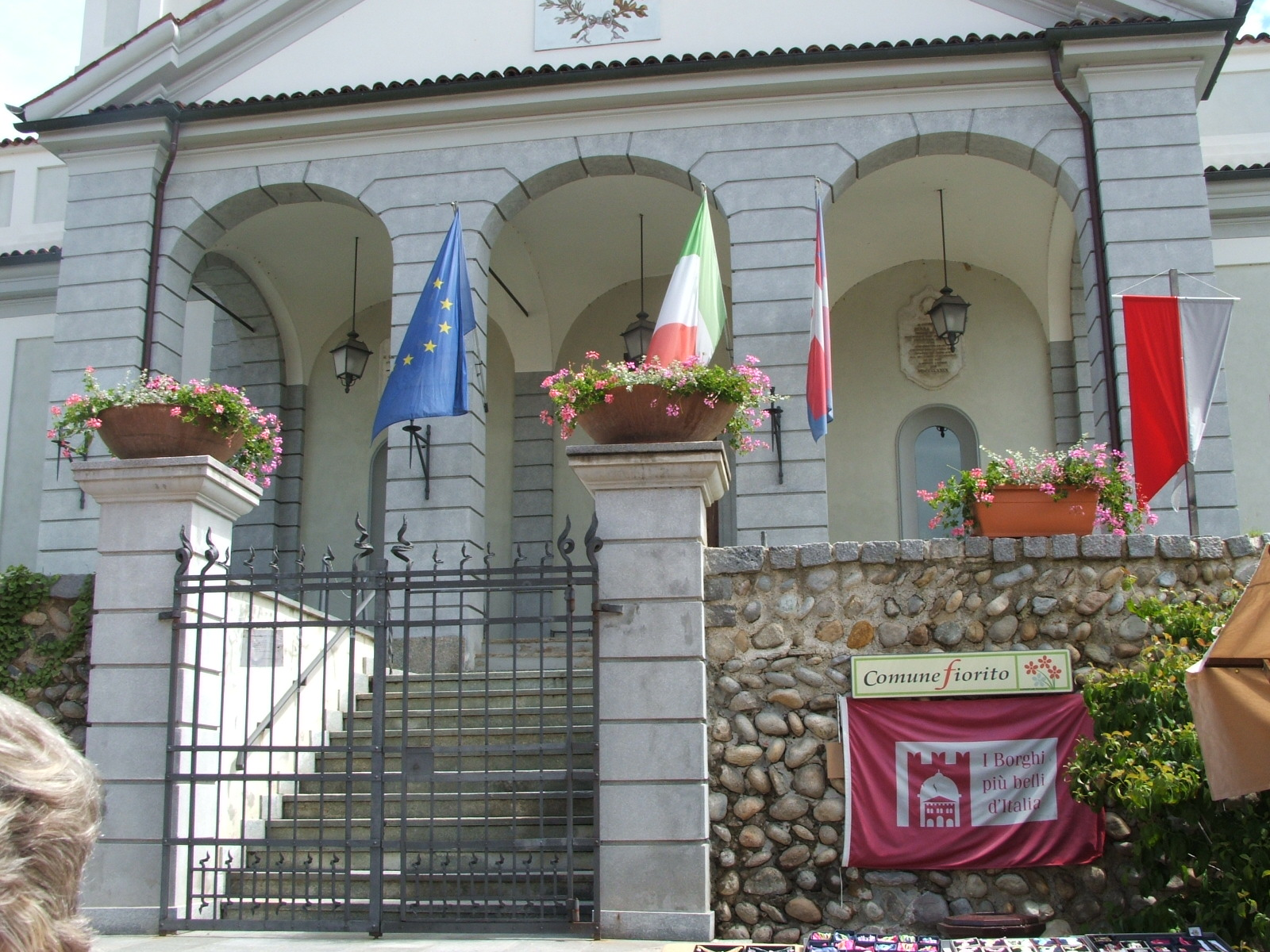
Palazzo comunale
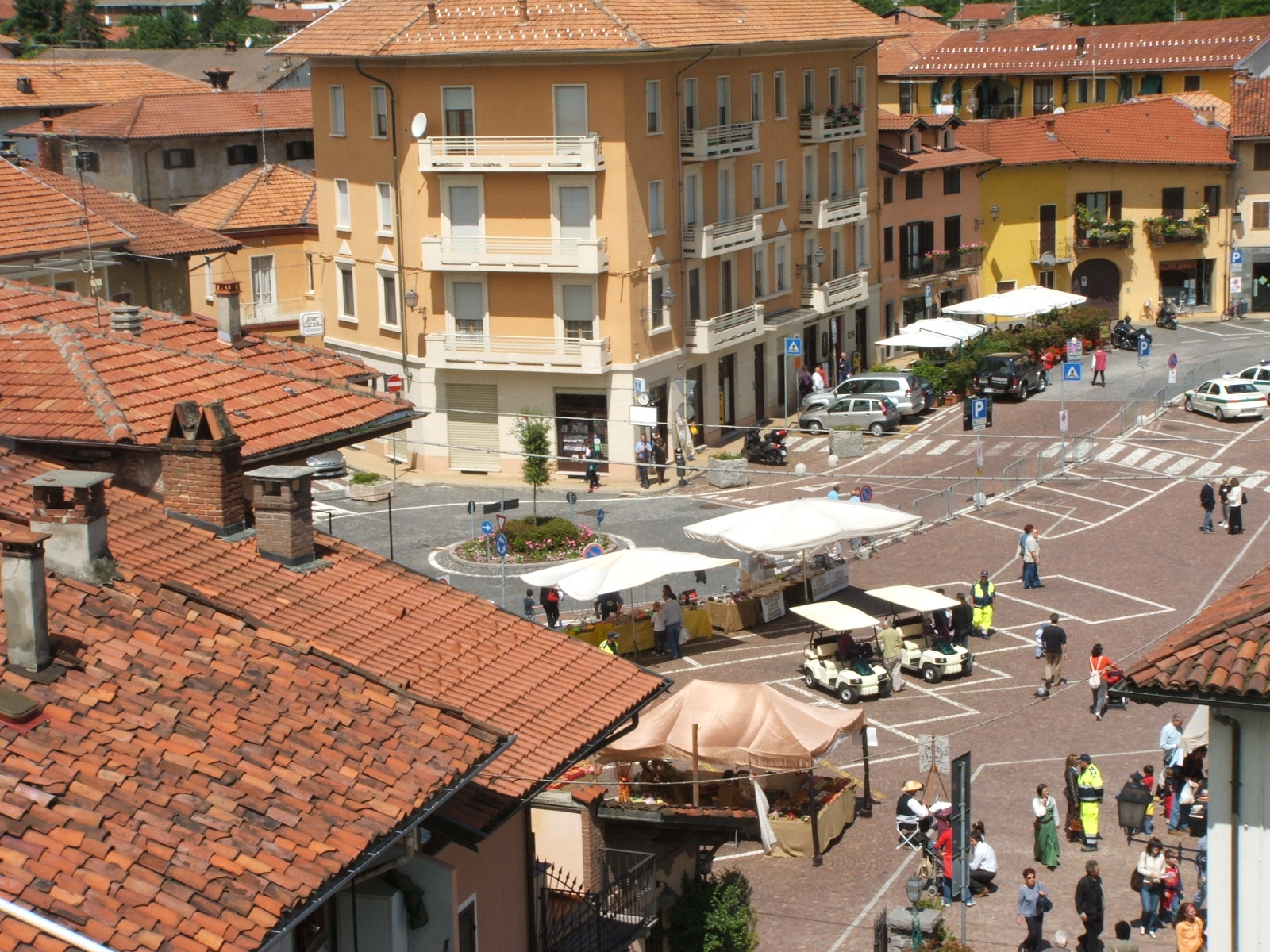
Piazza Castello
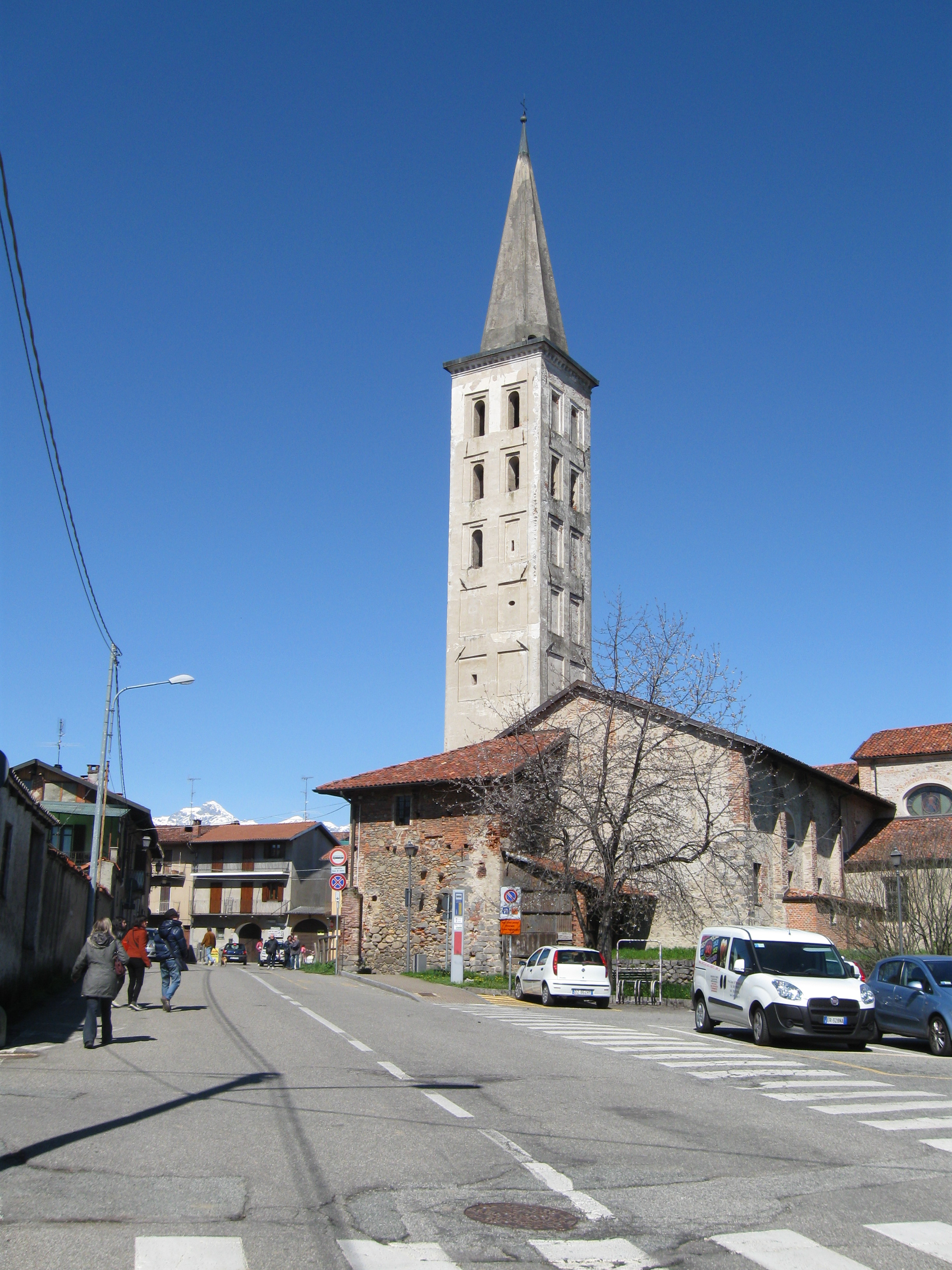
Campanile di Santa Maria Maggiore
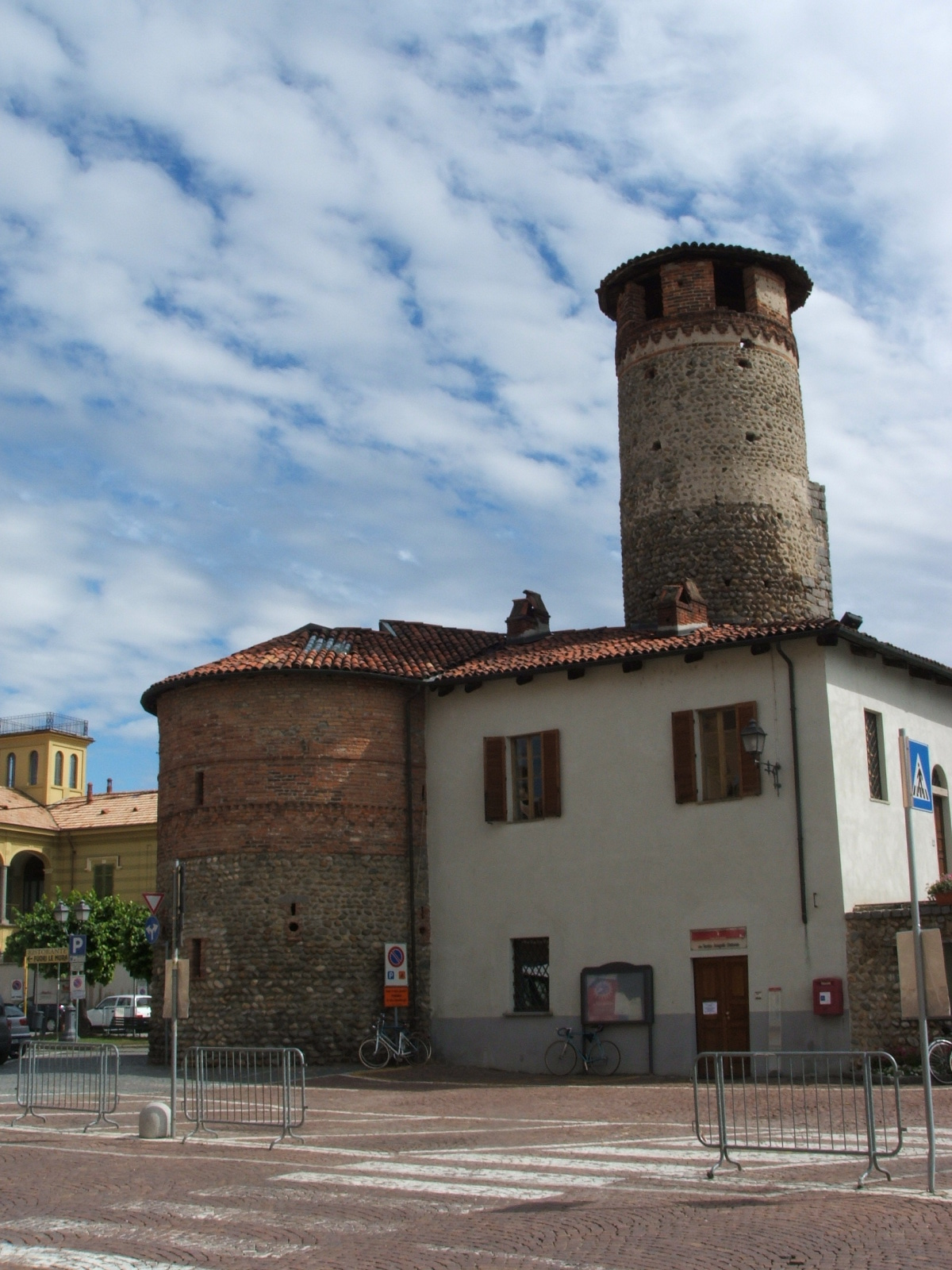
Torri ovest del Ricetto